# Liste de normes pour les aciers
Cet article présente une liste des normes les plus courantes pour les aciers suivant leur région d'origine. Les normes sont en général issues d'un pays ou d'une région donnés ; ils peuvent cependant être employés dans d'autres régions.
Certaines des normes désignées sont spécifiquement dédiées aux aciers (par exemple les normes AISI) ; pour d'autres il s'agit de normes industrielles plus générales qui traitent entre autres sujets des aciers (JIS, DIN...). Certaines normes possèdent des normes équivalentes dans d'autres normes.

## International
- Organisation internationale de normalisation (ISO)

### Amérique
- American Iron and Steel Institute (AISI), États-Unis
- ASTM International, American Society for Testing and Materials, États-Unis
- SAE International, Society of Automotive Engineers, États-Unis

### Asie
- Japanese Industrial Standard (JIS), Japon

### Europe
- Association française de normalisation (AFNOR) ou Marque NF, Norme française, France
- BSI Group, British Standard Institute, Royaume-Uni
- Deutsches Institut für Normung (DIN), Allemagne
- Comité européen de normalisation (CEN), Union européenne
- Swedish Standards Institute (en) (SIS), Suède
- Standards d'État dans la fédération de Russie (GOST) (en russe : ГОСТ, pour Государственный стандарт), Russie

## Propriétaires
Outre les normes publiques, les producteurs d'aciers peuvent créer des normes propriétaires et/ou employer leurs propres désignations pour les nuances d'acier qu'ils commercialisent. Ces désignations peuvent être protégées comme des marques. Les aciers correspondants peuvent être conformes à des normes existantes, peuvent posséder des compositions ou des processus de fabrications (refonte par arcs, frittage...) originaux -brevetées ou non-, voire employer des processus secrets.